# L'Histoire des Miniver
Pour plus de détails, voir Fiche technique et Distribution.
L'Histoire des Miniver (The Miniver Story) est un film américain réalisé par H. C. Potter, sorti en 1950.

## Synopsis
L'histoire, racontée en partie en flash-back et narrée par Clem Miniver. Tout commence le jour de la Victoire en Europe, alors que Clem et Judy rentrent de la guerre et que Toby revient d'une famille d'accueil aux États-Unis.Judy, caporal-chauffeur, est aimée de Tom Foley, capitaine dans le Royal Engineers mais elle est éprise d'un général qui est déjà marié et séparé en plus d'être deux fois plus âgé qu'elle. Kay Miniver a également entretenu une brève liaison platonique avec un colonel américain.
Clem est maintenant agité et insatisfait, aussi postule-t-il avec succès pour un contrat au Brésil. Mais Kay, à son insu, est atteinte d'une grave maladie cardiaque et n'a plus qu'un an à vivre. Malgré cela, elle persuade le général de retourner auprès de sa femme, laissant Judy libre d'épouser Tom. Le mariage a lieu et Clem décide de rester à Londres en intègrant Tom dans son cabinet d'architecture. Peu après, il apprend la maladie de sa femme, qui satisfaite que sa famille soit en sécurité et heureuse, meurt en paix.

## Fiche technique
- Titre : L'Histoire des Miniver
- Titre original : The Miniver Story
- Réalisation : H.C. Potter
- Scénario : George Froeschel, Ronald Millar et Jan Struther (les personnages)
- Production : Sidney Franklin
- Société de production : MGM
- Musique : Miklós Rózsa et Herbert Stothart pour le thème de Mme Miniver
- Photographie : Joseph Ruttenberg
- Montage : Frank Clarke et Harold F. Kress
- Direction artistique : Alfred Junge
- Costumes : Gaston Malletti, Dolly Smith et Walter Plunkett pour Greer Garson
- Pays d'origine : États-Unis
- Langue : anglais
- Format : Noir et blanc - Ratio : 1.37:1 - Son : Mono (Westrex Electric Sound System)
- Genre : Drame
- Durée : 104 minutes
- Date de sortie : 
  - Royaume-Uni 22 août 1950 Londres
  - États-Unis 26 octobre 1950
  - France 1er juin 1951

## Distribution
- Greer Garson : Kay Miniver
- Walter Pidgeon : Clem Miniver
- John Hodiak : Spike Romway
- Leo Genn : Steve Brunswick
- Cathy O'Donnell : Judy Miniver
- Reginald Owen : Foley
- Anthony Bushell : Dr. Kaneslaey
- Richard Gale : Tom Foley
- Peter Finch : L'officier polonais
- James Fox : Toby Miniver
- Cicely Paget-Bowman : Mme Kanesley
- Ann Wilton : Jeanette
- Henry Wilcoxon : Le Pasteur

## Galerie

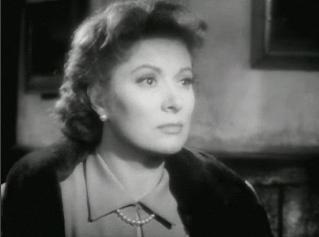
Greer Garson
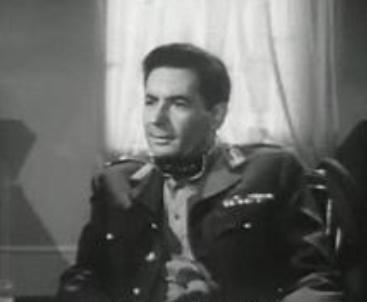
Leo Genn
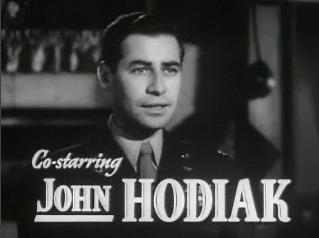
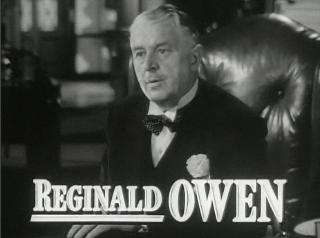
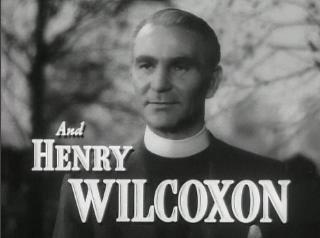

## Autour du film
Ce film est la suite de "Madame Miniver", film de 1942.